# 努涅斯角
努涅斯角（英語：Cape Nuñez），是英國海外領土南喬治亞與南桑威奇群島的海岬，位於南喬治亞島南岸，努涅斯半島西南端，名稱可追溯至1912年。